# Dirty Love (film)
Dirty Love – amerykańska komedia romantyczna z 2005 roku w reżyserii Johna Mallory’ego Ashera. Film otrzymał Złote Maliny za rok 2005 w kategoriach: Najgorszy film, Najgorsza aktorka, Najgorszy reżyser i za Najgorszy scenariusz.

## Obsada
- Jenny McCarthy jako Rebecca Sommers
- Carmen Electra jako Michelle Lopez
- Victor Webster jako Richard
- Lochlyn Munro jako Kevin
- Eddie Kaye Thomas jako John
- Kathy Griffin jako Madam Belly
- Deryck Whibley jako Tony
- Chris Eigeman jako Jimmy
- David O'Donnell jako Jake
- Ingrid Rogers jako Mindy
- Judith Benezra jako oficer Davis
- Elena Lyons jako Cindy
- Colby Donaldson jako Mike
- David Zappone jako oficer Hooker
- Jessica Collins jako Mandy
- Renee Albert jako Sara
- Noah Harpster jako Robert Rodale
- Joyce Bulifant jako matka Rebeccy
- Monty Bane jako wielki muskularny mężczyzna
- Amy McCarthy jako Lilly
- Kam Heskin jako Carrie Carson
- Bob Glouberman jako Mylo
- Tabitha Taylor jako seksowna kobieta
- Jonathan Torrens jako Mike
- Jay Johnston jako kelner
- Judith Drake jako kelnerka
- Teddy Lane Jr. jako sterydowy potwór

i inni.

## Nominacje i nagrody

### Nagrody
- Złota Malina za Najgorszy film
- Złota Malina dla Najgorszej aktorki – Jenny McCarthy
- Złota Malina dla Najgorszego reżysera – John Asher
- Złota Malina za Najgorszy scenariusz – Jenny McCarthy

## Nominacje
- Złota Malina dla Najgorszej aktorki drugoplanowej – Carmen Electra
- Najgorsza ekranowa para / duet filmowy – "Jenny McCarthy i ktokolwiek na tyle głupi, aby się z nią umawiać lub być jej przyjacielem"